# Kelani
El riu Kelani o Kelani Ganga (Sinhalese: කැළණි ගඟ
) és un curs fluvial de 145 quilòmetres de llarg de Sri Lanka. És el quart riu més llarg del país, i s'estén de la serraladsa de Sri Pada fins a Colombo. Corre a través (o a la vora) dels districtes de Nuwara Eliya, Ratnapura, Kegalle, Gampaha i Colombo.

## Hidrologia
El Kelani té dos afluents principals, el Kehelgamu Oya i el Maskeli Oya, importants per la producció hidroelectrica del país amb les dues principals reserves d'aigua: Castlereigh i Norton al Kehelgamu Oya, i Maskeliya, Canyon i Laxapana al Maskeli Oya.

## Hidrometria i ús
Subministra aproximadament 80% de l'aigua utilitzada a Colombo. A més a més, el riu és utilitzat per transport, pesca, eliminació d'aigües residuals, mineria de sorra i producció de hidroelectricitat. A través d'aquests factors, moltes persones depenen en el riu per la seva rutina diària. Depenent de tres embassaments, el flux de riu varia de 20 m3/s (706 cu ft/s) m3/s a 25 m3/s (883 cu ft/s) m3/s en les estacions seques, i 800 m3/s (28,252 cu ft/s) m3/s a 1.500 m3/s durant els monsons. L'extracció de sorra anual del riu és aproximadament de 600,000 m2 a 800,000 m².